# Hôtel de Paris

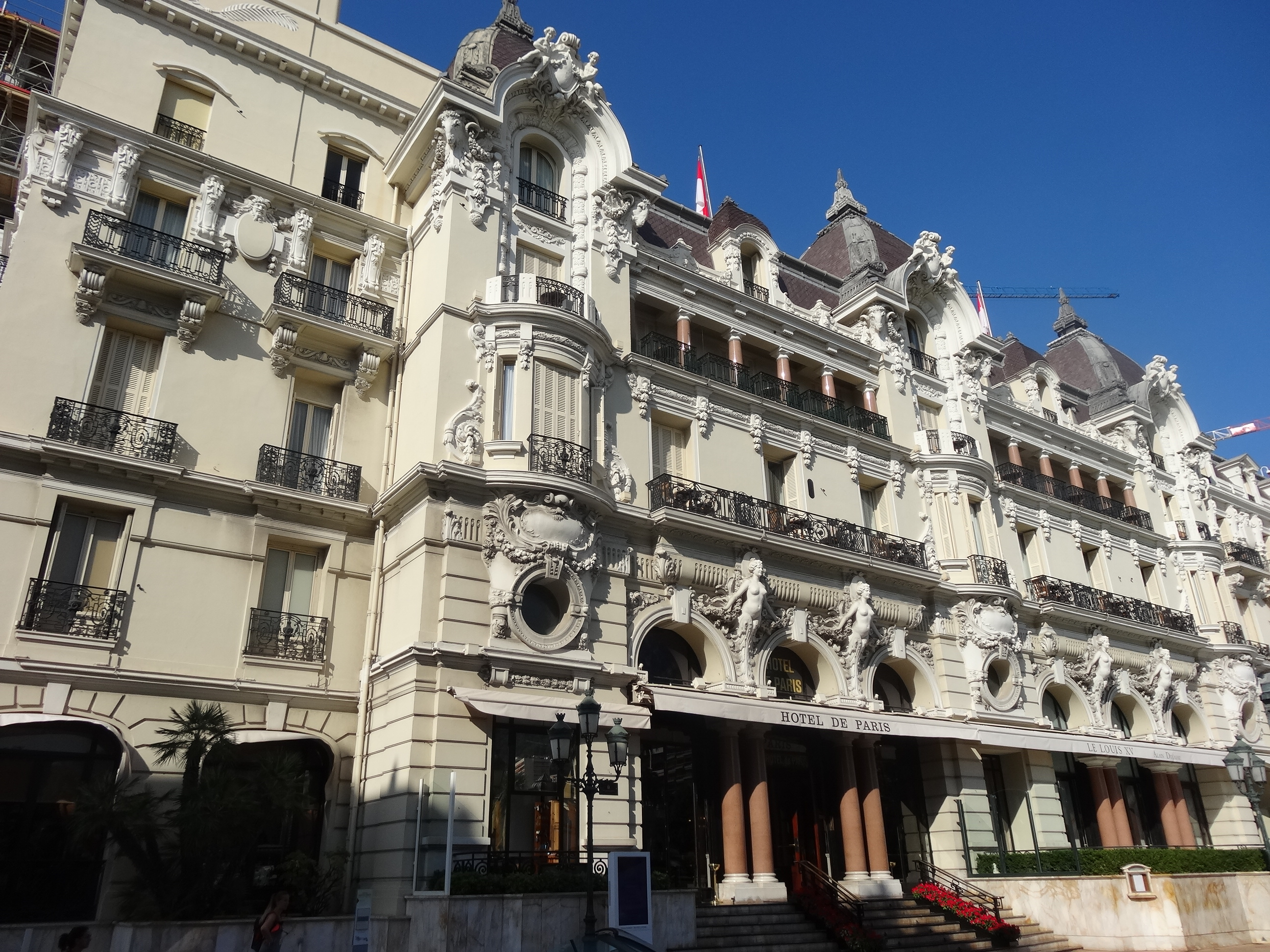
Hôtel de Paris

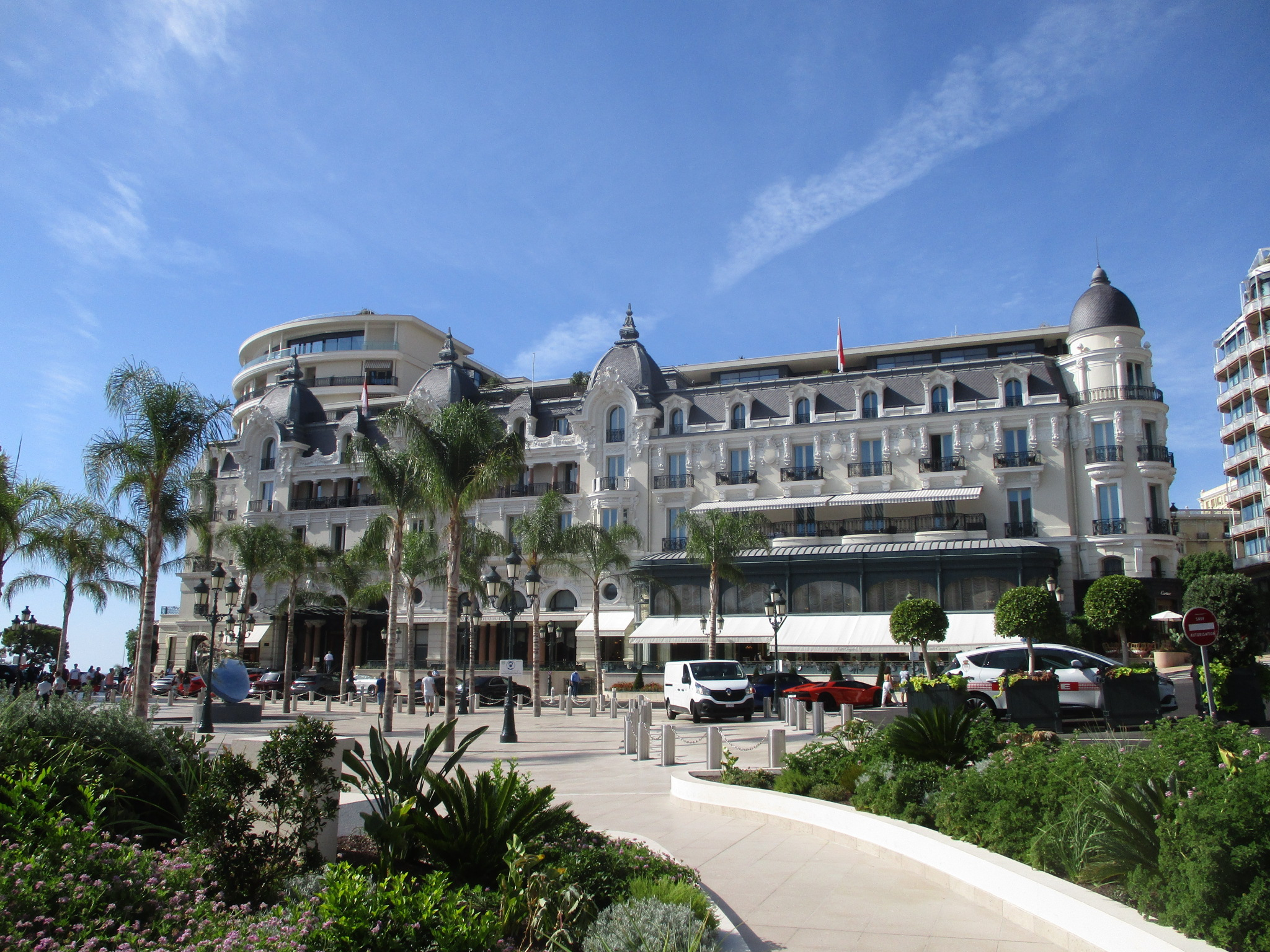
Außenansicht

Das Hôtel de Paris ist ein traditionsreiches Luxushotel in Monaco, das 1863 eröffnet wurde. Es liegt im Stadtteil Monte Carlo in der Nähe der Spielbank Monte-Carlo und gehört zur Société des bains de mer. 
Das Hôtel de Paris zählt zu den Leading Hotels of the World.

## Geschichte
Nachdem die bereits seit 1854 bestehende Spielbank Monte-Carlo wenig erfolgreich war, übernahm 1863 François Blanc die Konzession. Blanc erkannte, dass der geringe Erfolg der Spielbank vor allem auf die schlechte Verkehrsanbindung und die fehlenden Hotels zurückzuführen ist. Er gründete daher die Société des bains de mer (SBM) und trieb den Bau von Hotels voran. Als erstes Haus am Platz wurde 1863 das Hôtel de Paris eröffnet. 
Das Hotel hat 182 Zimmer, 74 Suiten und eine Präsidentensuite, einen großen Festsaal, eine Bar, einen Weinkeller, acht Tagungsräume und diverse Luxusboutiquen im Hotel.

## RestaurantLe Louis XV - Alain Ducasse
Das Restaurant Le Louis XV - Alain Ducasse des Patrons Alain Ducasse wird seit 1990 mit drei Michelin-Sternen ausgezeichnet.